# Esconjuradero

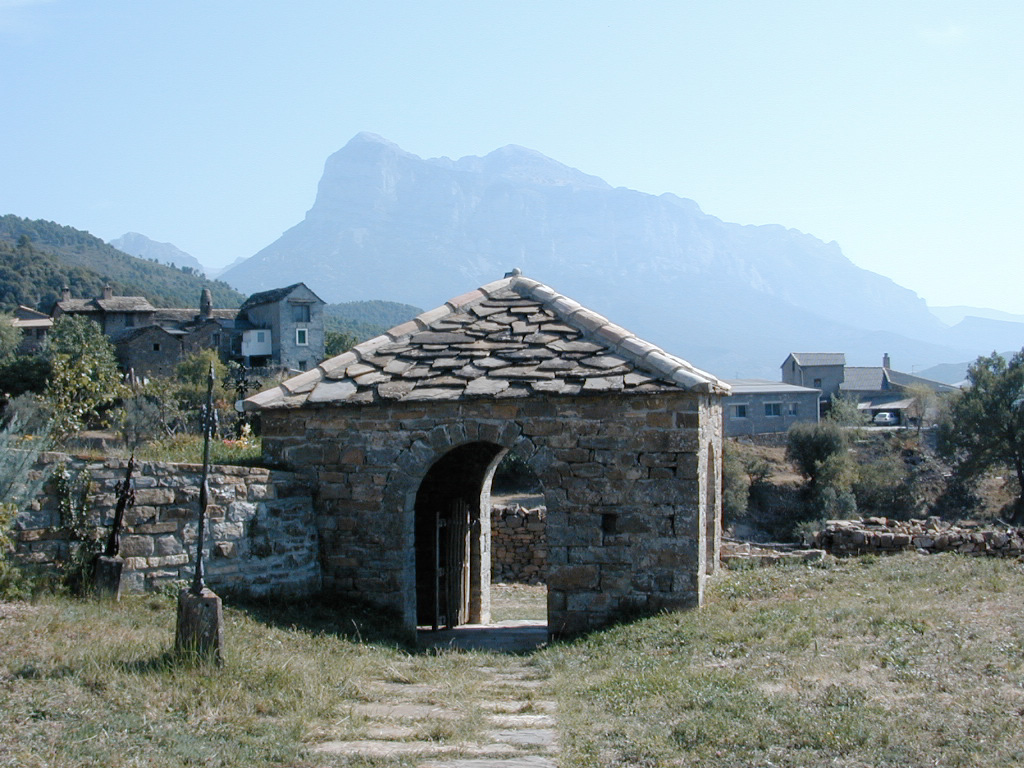
Esconjuradero de San Vicente de Labuerda (Huesca).

Los esconjuraderos (del aragonés esconchurar: conjurar) son un elemento arquitectónico característico de la cultura y tradiciones pirenaicas, con fuerte presencia en el Pirineo aragonés. En Castilla y León se los conoce como conjuraderos. Son pequeñas construcciones o templetes que desde el siglo XVI al XVIII se construyeron específicamente para albergar rituales destinados a esconjurar o conjurar tormentas o tronadas, las plagas y otros peligros que amenazaban a las cosechas.
Son de geometría simple y precisa, con arquitectura sobria y fría, escasísimos elementos decorativos y confeccionados con materiales comunes (mampostería, piedra tosca para vanos y cubiertas, losa de piedra o teja árabe). Las paredes pueden alojar vanos de diferentes tamaños, generalmente arco de medio punto. El suelo se unifica con lajas de piedra, ladrillo o cantos rodados, mientras que la cubierta se realiza mediante bóveda esquifada, semiesférica o falsa cúpula.

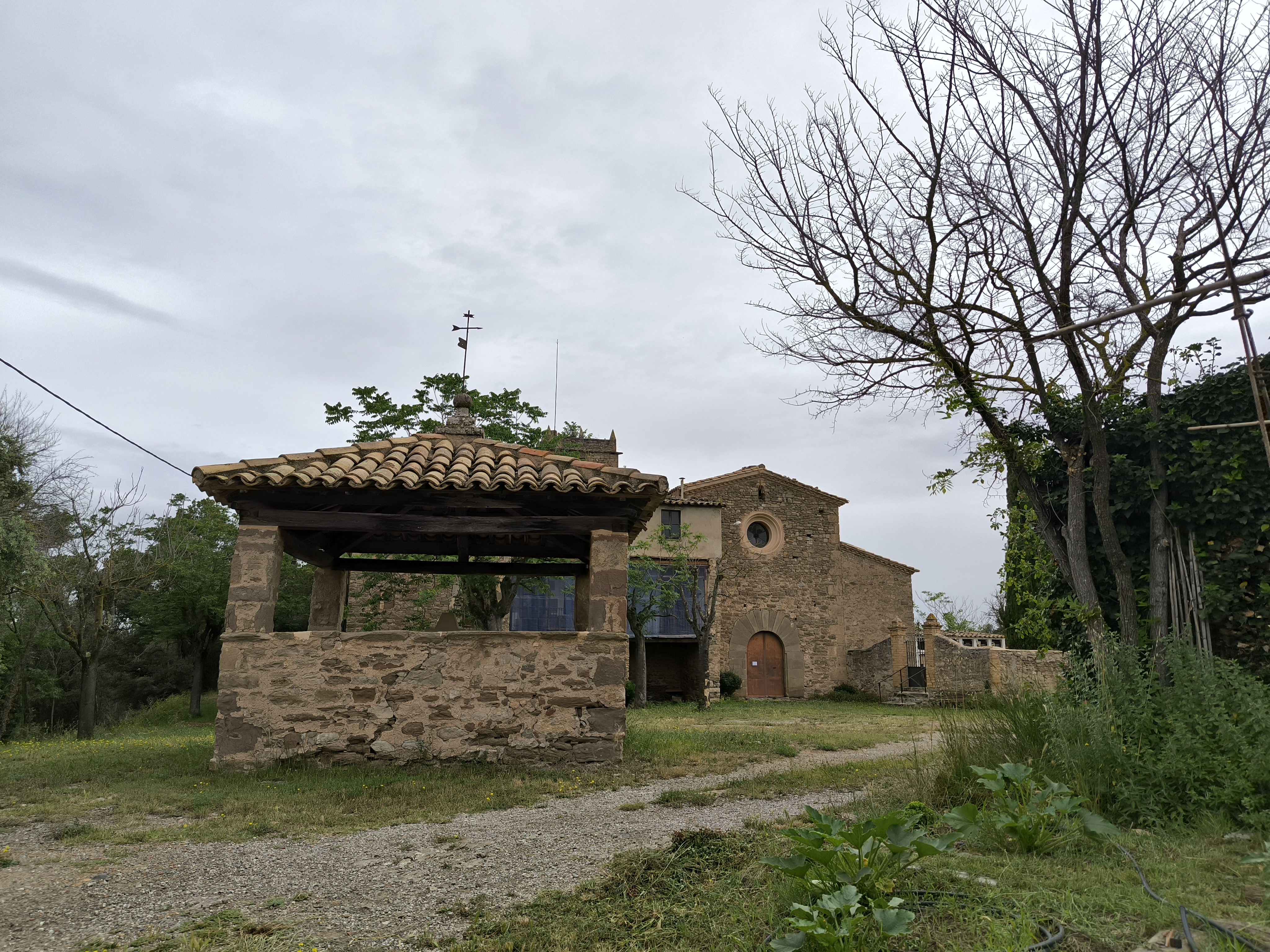
Conjurador de Sant Joan d'Oló, en el municipio de Santa María de Oló

Suponen una importante muestra y testigo de la cultura pirenaica. La sociedad montañesa atendía los aspectos de la climatología con similares prácticas religiosas que en otros aspectos de la vida cotidiana. Los esconjurderos configuraban un espacio importante desde el cual el sacerdote y la población invocaba para desviar o deshacer las tormentas o tronadas que pudiesen malograr los campos y cosechas. Es por ello que éstas edificaciones se localicen en puntos donde existe una amplia panorámica del horizonte

## Rituales
Los rituales destinados a esconjurar tormentas y plagas se enmarcan dentro de las creencias y prácticas de una sociedad que creía firmemente en que los rituales mágicos-religiosos eran la única arma con la que contaban para poder controlar el efecto devastador de la naturaleza sobre su vida.
Una sociedad rural con grandes dificultades para el cultivo (escasez de agua o escasez de tierra; orografía abrupta, dificultades técnicas, …) era sumamente sensible a los fenómenos naturales cíclicos como las sequías, las pedregadas estivales o las tormentas.
Por eso no es raro comprobar que en la vida cotidiana tradicional pirenaica existía gran número de rituales relacionados con la protección de las casas, las personas, los campos, los animales,... (como por ejemplo los espantabrujas en las chamineras (chimeneas tradicionales) o los cardos y patas de animales en las puertas de las casas).

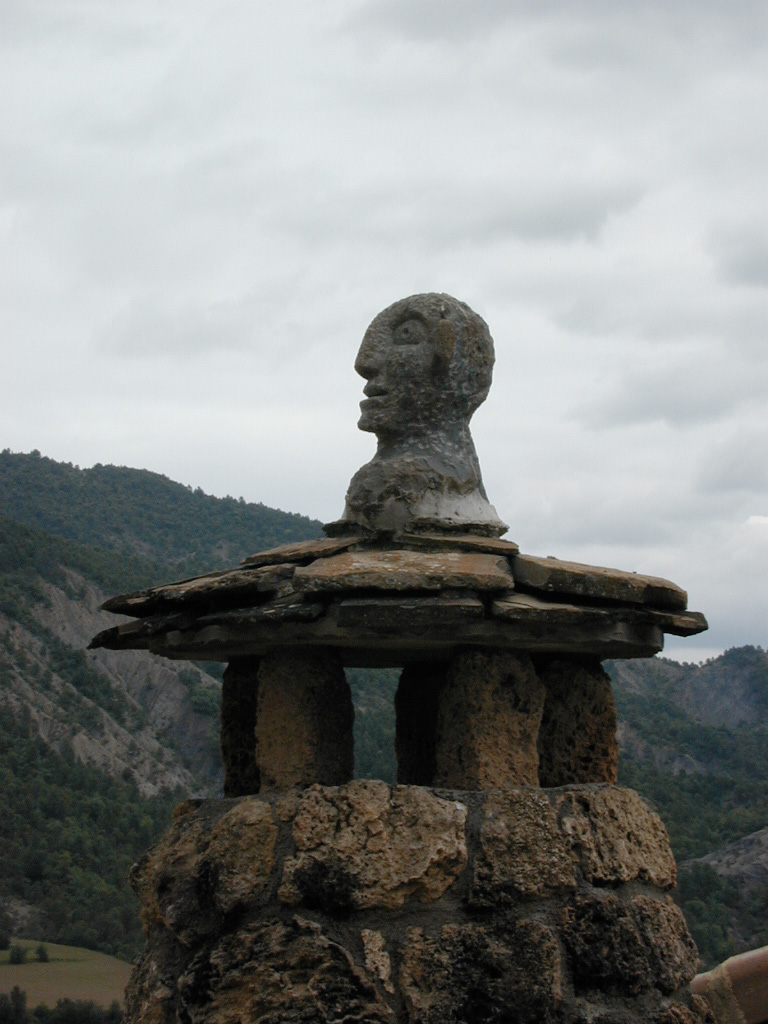
Chaminera con espantabrujas en Arro (Huesca).

Como tantas otras tradiciones de origen pagano, este intento de control de la naturaleza que el ser humano realizaba desde tiempos ancestrales fue cristianizado por la Iglesia, pasando a formar parte de la liturgia católica. En ese contexto se enmarcan los rituales para esconjurar. Según algunos autores, desde comienzo del siglo XVI están documentados los esconjuros realizados en los pórticos, ventanas o campanarios de los templos. Las referencias a estos rituales salpican la provincia de Huesca y no parece raro que se crearan diversos templetes destinados específicamente a ese fin.

## Funciones
Si bien la misión prioritaria de estos rituales fue probablemente el ahuyentar las tormentas o tronadas y proteger los campos de los devastadores efectos de rayos y pedrisco, también está documentada su misión como ahuyentador de plagas y animales nocivos.
Además, en la Edad Media existía la creencia generalizada de que existían personas con poderes especiales capaces de realizar encantamientos que provocaran tempestades y huracanes. De hecho, la Iglesia admitía que podía haber seres humanos, como profetas, que con sus plegarias pudiesen conseguir la lluvia o hacer que cayese fuego o granizo. También permitía la realización de misas para obtener la lluvia o para conjurar calamidades naturales. Es decir, existía la creencia común de que ciertas personas podían manipular las fuerzas de la naturaleza, en un sentido positivo para el ser humano, o en contra del mismo. Por tanto se comprende que en muchos casos los vecinos pensasen que la tormenta que había arruinado sus cosechas había sido originada por las artes de alguna bruja u otro agente mágico.

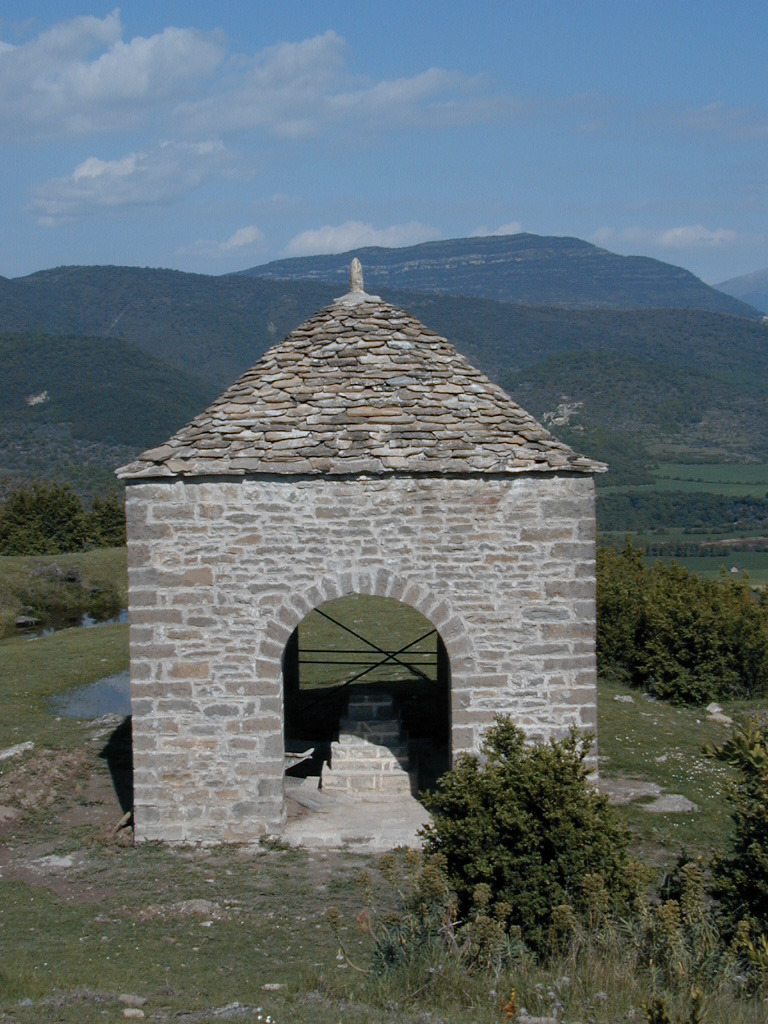
Esconjuradero de Guaso.

## Geografía
Se trata de un elemento predominantemente presente en el pirineo aragonés, aunque existen también ejemplares en Lérida, Gerona y la vertiente francesa, fruto de una cultura tradicional prirenaica con numerosas características comunes.
En Aragón, los esconjuraderos se ubican en la zona septentrional del territorio, en el Prepirineo y Pirineo. En la actualidad, los esconjuraderos conocidos se localizan especialmente en la comarca de Sobrarbe, aunque existen también ejemplares en la Hoya de Huesca, el Somontano de Barbastro y la Jacetania, existiendo la posibilidad de que estudios futuros identifiquen en Aragón otros ejemplares que hayan pasado desconocidos o desapercibidos hasta el momento.
En las vecinas provincias de Lérida y Gerona existe la figura del comunidor como elemento arquitectónico con funciones similares a los esconjuraderos aragoneses.
También los hay en Castilla y León, en las provincias de Burgos, Palencia y Valladolid.

## Relación de esconjuraderos
- En el Sobrarbe:

Esconjuradero de Asín de Broto
Esconjuradero de Almazorre
Esconjuradero de Guaso
Esconjuradero de San Vicente de Labuerda
Esconjuradero de Buergasé
Esconjuradero de Campol
Esconjuradero de El Pueyo de Araguás
Esconjuradero de Mediano
- En la Jacetania:

Esconjuradero de Baraguás
- En la Hoya de Huesca:

Esconjuradero de La Cruz Blanca o de San Cosme (Panzano)
Esconjuradero de la Cruz Cubierta o de los Cuatro Vientos (Panzano)
- En el Somontano de Barbastro:

Esconjuradero de Adahuesca
Esconjuradero de Alquézar
- En Burgos:

Arco conjuradero de Villegas
Conjuradero de Poza de la Sal
- En Valladolid:

Conjuradero de Cuenca de Campos
- En Palencia:

Conjuradero de Cozuelos de Ojeda